# Шестич, Душан
Душан Шестич (серб. Душан Шестић, босн. и хорв. Dušan Šestić; 1946, Баня-Лука, СФРЮ (ныне Босния и Герцеговина)) — боснийский композитор. Автор музыки и слов Государственного гимна Боснии и Герцеговины.

## Биография
Обучался игре на скрипке в музыкальной школы «Владо Милошевича» в Баня-Лука, продолжил учёбу в музыкальной академии Белграда. Профессиональную карьеру начал в оркестре Югославской народной армии в Белграде. Был музыкантом военного оркестра в Сплите (1984—1991). Одновременно играл в оркестре Сплитской оперы.

## Творчество
Душан Шестич — известный композитор Боснии и Герцеговины, автор классической музыки, музыки для радио, театра и телевидения, ряда детских музыкальных произведений.
Автор музыки и слов Государственного гимна Боснии и Герцеговины под названием «Интермеццо». На протяжении 10 лет гимн исполнялся без слов и лишь в 2009 году правительством Боснии и Герцеговины был утверждён текст, написанный Душаном Шестичем в соавторстве с Беньямином Исовичем.
Песня композитора «Мать Земля» в 2008 году входила в список для нового гимна Республики Сербской.
Дочь — Мария Шестич, знаменитая певица и пианистка Боснии и Герцеговины, в мае 2007 года участвовала в конкурсе песни «Евровидение 2007», в г. Хельсинки с песней «Rijeka bez imena» («Река без имени»).